# Lijst van voetbalinterlands België - Ierland (vrouwen)
Deze lijst van voetbalinterlands is een overzicht van alle officiële voetbalinterlands tussen de nationale vrouwenteams van België en Ierland. De landen hebben tot nu toe zeven keer tegen elkaar gespeeld.

## Wedstrijden
| № | Plaats                | Datum           | Competitie           | Wedstrijd        | Uitslag |
| - | --------------------- | --------------- | -------------------- | ---------------- | ------- |
| 1 | Dublin                | 27 oktober 1980 | Vriendschappelijk    | Ierland − België | 1 − 0   |
| 2 | Brussel               | 17 oktober 1981 | Vriendschappelijk    | België − Ierland | 4 − 1   |
| 3 | Dublin                | 31 maart 1996   | EK 1997 kwalificatie | Ierland − België | 0 − 1   |
| 4 | Zulte                 | 4 mei 1996      | EK 1997 kwalificatie | België − Ierland | 5 − 1   |
| 5 | Cork                  | 12 maart 2005   | Vriendschappelijk    | Ierland − België | 2 − 0   |
| 6 | San Pedro del Pinatar | 20 januari 2019 | Vriendschappelijk    | België − Ierland | 1 − 0   |
| 7 | Brussel               | 11 april 2021   | Vriendschappelijk    | België − Ierland | 1 − 0   |

## Samenvatting
| Competitie        | Totaal gespeeld | Winst België | Gelijk | Winst Ierland | Doelsaldo België – Ierland |
| ----------------- | --------------- | ------------ | ------ | ------------- | -------------------------- |
| EK-kwalificatie   | 2               | 2            | 0      | 0             | 6 − 1                      |
| Vriendschappelijk | 5               | 3            | 0      | 2             | 6 − 4                      |
| Totaal            | 7               | 5            | 0      | 2             | 12 − 5                     |